# مسلية (جازان)
مسلية هو مركز سعودي يتبع محافظة بيش التابعة لمنطقة جازان جنوب غرب السعودية، ويقع شمال شرق محافظة بيش على بعد 11 كم تقريباً ويوجد بها العديد من الخدمات وبها مطل جميل يشرف على وادي بيش.